# ۳۰۰۰۰ (عدد)
۳۰۰۰۰ به حروف سی هزار یک عدد طبیعی است که بعد از ۲۹۹۹۹ و قبل از ۳۰۰۰۱ قرار دارد.